# Formalna nauka
Formalne nauke su discipline koje se bave formalnim sistemima, kao što su logika, matematika, teoretska informatika, teorija informacije, teorija igara, teorija sistema, teorija odlučivanja, i delovi lingvistike.

## Разлике у односу на друге облике наука
Један од разлога зашто математика ужива посебно поштовање, веће од свих других наука, је тај што су њени закони у потпуности сигурни и неоспорни, док су друге науке у извесном степену спорне и у сталној опасности да буду одбачене од новооткривених чињеница.— Алберт Ајнштајн